# Styletoctopus
Styletoctopus annae
Genre
Espèce
Styletoctopus est un genre éteint de poulpes dont une seule espèce est connue, Styletoctopus annae, qui vivait au cours du Cénomanien supérieur (début du Crétacé supérieur), il y a environ 95 Ma (millions d'années). Les fossiles de poulpes (Octopoda) sont très rares car leurs tissus mous sont presque toujours dégradés après leur mort, avant qu'ils aient la possibilité de se fossiliser.

## Historique
Styletoctopus annae a été découvert en 2009, en compagnie d'un autre genre de poulpes, Keuppia, dans des calcaires du Crétacé supérieur sur les sites de Hâqel et de Hâdjoula au Liban,.

## Description
La « plume » ou gladius (organe corné situé dans le manteau) caractéristique des calmars est ici réduite à de simples stylets latéraux. Styletoctopus annae représente donc une forme de transition entre les calmars et les poulpes mais sensiblement plus proche des poulpes.

## Étymologie
Le genre Styletoctopus doit son nom à son apparence en forme de stylet.
Le nom spécifique annae a été choisi en l'honneur d'Anna Alessandrello (d) qui aura été un exemple pour Giacomo Bracchi (d), l'un des auteurs, durant ses études.

## Publication originale
- (en) Dirk Fuchs, Giacomo Bracchi et Robert Weis, « New Octopods (Cephalopoda: Coleoidea) from the late Cretaceous (Upper Cenomanian) of Hâkel and Hâdjoula Lebanon », Palaeontology, Londres, Wiley-Blackwell et Palaeontological Association, vol. 52, no 1,‎ janvier 2009, p. 65-81 (ISSN 0031-0239 et 1475-4983, OCLC 44674714 et 1761779, DOI 10.1111/J.1475-4983.2008.00828.X, lire en ligne).